# Elisabeth Hevelius
Elisabeth Catherina Koopmann Hevelius (en polaco también llamada Elżbieta Heweliusz) (1647–1693) es considerada una de las primeras mujeres astrónomas y llamada la madre de las cartas lunares. Fue la segunda esposa de su colega Johannes Hevelius.

## Primeros años
Elisabeth Koopmann (o Kaufmann, en alemán: "comerciante") fue, tal como Johannes Hevelius y su primera esposa, miembro de una rica familia de comerciantes en la ciudad de Gdańsk, ubicada en la República de las Dos Naciones y parte de la Liga Hanseática. Los padres de Elisabeth Koopman eran Nicholas Kooperman (o Cooperman) (1601-1672) quien fue un próspero comerciante y Joanna Mennings (o Menninx) (1602-1679). Nicholas y Joanna se casaron en Ámsterdam en 1633. Más tarde se trasladaron a Hamburgo y en 1636 se mudaron finalmente a Gdánsk. Fue en esta ciudad, donde mayoritariamente se hablaba alemán, pero que era parte de Polonia en aquel momento, donde nació Elisabeth.

## Matrimonio
La fascinación por la astronomía llevó a Elisabeth, cuando aún era una niña, a acercarse a Johannes Hevelius, un astrónomo de reputación internacional que poseía un complejo de tres viviendas en Gdánsk con un observatorio astronómico. En 1663, a los 52 años de edad de Johannes y los 16 años de edad de Elisabeth, contrajeron matrimonio. Tuvieron un hijo, que murió rápidamente, y tres hijas.

## Prodromus Astronomiae
Prodromus Astronomiae fue publicado después de la muerte de Johannes y gracias al apoyo del rey Juan III Sobieski. El Prodromus Astronomiae consistía en tres partes: un prefacio (llamado Prodromus), un catálogo de estrellas (llamado Catalogus Stellarum), y un atlas de constelaciones (llamado Firmamentum Sobiescianum, sive Uranographia).El Prodromus describe la metodología y tecnología utilizada para crear el catálogo de estrellas. Provee ejemplos de uso del sextante y el cuadrante, escritos por Johannes, con referencia a posiciones conocidas del sol para calcular la longitud y latitud de cada estrella. En el borrador del Catalogus Stellarum, cada estrella tiene información específica registrada en columnas: el número de referencia y magnitud según Tycho Brahe, el propio cálculo de magnitud según Johannes, la longitud y latitud tanto por coordenadas elípticas medidas por distancias angulares y altitudes meridianas, como por las coordenadas ecuatoriales de las estrellas calculadas utilizando trignometría esférica. La versión impresa, las dos columnas describiendo las coordenadas elípticas se combinaron y sólo se mantuvo el mejor valor de la longitud y latitud. Además se agregaron más de 600 nuevas estrellas y 12 nuevas constelaciones que no figuraban en el borrador, haciendo un total de 1564. Aunque las observaciones del catálogo se hicieron a ojo desnudo, las mediciones eran tan precisas que se usaron para la confección de esferas celestes hasta el siglo XVIII. El Firmamentum Sobiescianum, aunque técnicamente era parte de Prodromus Astronomiae fue publicado de manera separada en una circulación más restringida.

## Muerte
Elisabeth Hevelius murió en diciembre de 1693, a la edad de 46 años, y fue enterrada junto a su esposo. Luego de su muerte, el matemático François Arago escribió acerca de ella:
Una observación que siempre se ha hecho acerca de Madam Hevelius, quien fue la primera mujer, que yo sepa, a quien la fatiga de enfrentarse a observaciones astronómica y cálculos no asustaba en absoluto.

## En la cultura
La vida de Elisabeth fue dramatizada en la novela The Star Huntress (2006).
El planeta menor 12625 Koopman fue nombrado en su honor, así como el cráter Corpman en Venus.

## Lecturas
- Ogilvie, Marilyn Bailey. "Hevelius, Elisabetha Koopman". En Mujeres en Ciencia, The MIT Press, 1986, p. 99 ISBN 0-262-15031-X
- Walz, E. 2006. The Star Huntress. Random House/Bertelsmann. ISBN 978-3-442-36523-4 (novela histórica)